# Inge Danielsson
Inge Danielsson (Bromölla, 14 juni 1941 – Åhus, 30 juni 2021) was een voetballer uit Zweden, die speelde als middenvelder en in het voorjaar van 1968 naar Ajax kwam. Hij maakte furore met harde schoten en belangrijke goals. Hij scoorde viermaal voor Ajax in de serie tegen Benfica:
| Ajax–Benfica |  | 1–3           |  | Danielsson 1–2        |
| Benfica–Ajax |  | 1–3           |  | Danielsson 0–1        |
| Ajax–Benfica |  | 0–0, n.v. 3–0 |  | Danielsson 2–0 en 3–0 |